# Covington (Wirginia)
Covington – miasto w Stanach Zjednoczonych, w stanie Wirginia. Ma status independent city, więc nie należy do żadnego hrabstwa.